# Pale Shelter
«Pale Shelter» (с англ. — «Скромный приют») — это песня британской группы Tears for Fears.
Она была написана Роландом Орзабалом и исполнена басистом Курт Смитом. В начале 1982 года песня стала вторым синглом группы. Оригинальная версия песни под названием «Pale Shelter (You Don’t Give Me Love)» не имела успеха в чартах во время своего первоначального релиза в Великобритании. Тем не менее, позже она войдёт в топ-20 в Канаде и займёт 73 место в Великобритании после переиздания в 1985 году.
Наиболее известной версией стала перезапись 1983 года. Эта версия в конечном итоге стала третьим синглом из дебютного альбома Tears for Fears The Hurting (1983), вошедшим в топ-5 британского чарта, заняв 5 место. Как и предыдущие два сингла, песня также вошла в топ-40 в нескольких других странах.

## Предыстория и производство
Наряду с «Suffer the Children» «Pale Shelter» была одной из двух демозаписей, которые Tears for Fears принесли для заключения своего первого контракта на запись с Phonogram Records в 1981 году. Песня начала жизнь как последовательность из двух аккордов, которые Орзабал неоднократно играл на акустической гитаре в течение нескольких недель. Остальная музыка и текст были написаны за одно утро. Оригинальная демозапись была записана в домашней студии музыканта Иэна Стэнли в Бате, после того, как случайная встреча привела к рабочим отношениям с дуэтом.
После выпуска дебютного сингла группы «Suffer the Children», спродюсированного Дэвидом Лордом, для продолжения работы был выбран «Pale Shelter». Так как Лорд был занят записью четвёртого альбома Питера Гэбриэла, к производству был подключён Майк Хоулетт, в том числе с целью сделать звук более коммерческим. Творческие разногласия между дуэтом и Хоулеттом (особенно в отношении чрезмерного использования Linn с его стороны) привели к тому, что эта песня осталась его единственной совместной работой с Tears for Fears. Как позже заметил Курт Смит, «Майк был слишком коммерческим для нас. Я не думаю, что мы чувствовали, что мы чему-то учились, и мы не хороши в движении в том направлении, в котором мы не хотим идти».
В конце концов песня была перезаписана Крисом Хьюзом и Россом Каллумомдля дебютного альбома группы The Hurting в 1983 году. Хотя обе записи песни начинаются с семпла, играющего в обратном направлении, в оригинальной версии в тексте содержатся дополнительные строки, которые произносит Орзабал, в то время как на альбомной версии они заменены на короткое фортепианное соло.

### Значение
Это своего рода песня о любви, хотя и больше относящаяся к родителям, чем к девушке.
—Роланд Орзабал
Оригинальный текст (англ.)It's a kind of a love song, though more referring to one's parents than to a girl.

Название песни — это отсылка к рисунку 1941 года «Pale Shelter Scene» британского скульптора Генри Мура.

## Версии песни
«Pale Shelter» был выпущен в 1982 году как сингл только в Великобритании в форматах 7 и 12 дюймов. 7" содержит оригинальную запись песни, а 12" — расширенную версию. В обоих форматах присутствует сторона «Б» «The Prisoner», шумная электронная композиция, вдохновлённая песней Питера Гэбриэла «Intruder», которая демонстрировала ранние эксперименты дуэта с синтезаторами и семплингом. Подобно «Pale Shelter», эта песня также будет перезаписана для включения в альбом The Hurting. Хотя сингл привлёк внимание некоторых ночных клубов в США, он потерпел неудачу в британских чартах.
В 1983 году после успеха синглов «Mad World» и «Change» повторно записанная версия «Pale Shelter» была выпущена как сингл в Великобритании и Европе как в 7-дюймовом, так и в 12-дюймовом форматах. 7" содержит слегка отредактированную альбомную версию, а 12" — новую расширенную версию. Чтобы обеспечить успех песни в чартах, Mercury Records использовали красочные виниловые пластинки, которые были популярны в 1970-х и начале 1980-х годов. Всего было доступно одиннадцать различных вариантов переизданного сингла. Все форматы переиздания содержали сторону «Б» «We Are Broken», раннюю версию песни «Broken», которая позже появится на втором альбоме Tears for Fears Songs from the Big Chair. Благодаря агрессивному продвижению и британским концертам дуэта (на многих из которых песня была сыграна дважды) «Pale Shelter», наконец, добилась успеха в чартах, заняв пятое место в Великобритании.
В 1985 году, после огромного успеха «Songs from the Big Chair», Mercury переиздал оригинальную версию «Pale Shelter», выпущенную Хоулеттом, как сингл, в комплекте с новой вариацией оригинальной обложки. Сингл, имевший те же форматы и трек-листы, что и исходный релиз 1982 года, достиг скромного успеха, войдя в топ-75 Великобритании.
Хотя «Pale Shelter» не был выпущен в Соединенных Штатах, он был выпущен в Канаде в начале 1983 года для продвижения The Hurting, хотя и в другой форме. Вместо того, чтобы использовать запись Хьюза/Каллума, вошедшую в альбом, звукозаписывающая компания выпустила уникальную версию оригинальной продюсерской версии Майка Хоулетта, которая вошла в топ-20 в этой стране.
В 2016 году семпл «Pale Shelter» был использован в песне «Secrets» канадского певца The Weeknd.

## Видеоклип
Видеоклип для «Pale Shelter» был снят Стивом Бэрроном в начале 1983 года в Лос-Анджелесе. Видео, в котором происходит ряд параллельных событий (в том числе полицейский, регулирующий движение, и живой аллигатор в бассейне), примечательно сценой с гигантским следом от утюга на взлётно-посадочной полосе аэропорта, от которого идёт пар и по которому идут Смит и Орзабал, и сценой, в которой в них летит море бумажных самолётиков, причём один из них попадает прямо в глаз Орзабалу. Клип был включён в различные видеоколлекции Tears for Fears, в том числе в The Videosingles 1983 года и Tears Roll Down (Greatest Hits 82–92) 1992 года.

## Трек-лист
| 7": Mercury / IDEA2 (Великобритания) 1. «Pale Shelter (You Don’t Give Me Love)» (3:55) 2. «The Prisoner» (2:40) 12": Mercury / IDEA212 (Великобритания) 1. «Pale Shelter (You Don’t Give Me Love) [Extended]» (6:25) 2. «Pale Shelter (You Don’t Give Me Love)» (3:55) 3. «The Prisoner» (2:40) 7": Mercury / IDEA5 (Великобритания, Ирландия)/ 812 108-7 (Австралия, Европа) 1. «Pale Shelter [Album Version]» (4:08) 2. «We Are Broken» (4:03) 12": Mercury / IDEA512 (Великобритания) / 812 108-1 (Европа) 1. «Pale Shelter [New Extended Version]» (6:41) 2. «Pale Shelter [Album Version]» (4:14) 3. «We Are Broken» (4:03) | 7": Vertigo / SOV 2328 (Канада) 1. «Pale Shelter [Canadian Single Version]» (3:57) 2. «We Are Broken» (4:03) 2x7": Vertigo / SOVD 2328 (Канада) 1. «Pale Shelter [Canadian Single Version]» (3:57) 2. «We Are Broken» (4:03) 3. «Mad World [World Remix]» (3:30) 4. «Ideas As Opiates [Original Version]» (3:54) 12": Vertigo / SOVX 2328 (Канада) 1. «Pale Shelter (You Don’t Give Me Love) [Extended]» (6:25) 2. «We Are Broken» (4:03) |

## Чарты
| Чарт (1983)                     | Наивысшая позиция |
| ------------------------------- | ----------------- |
| Канада (RPM Top Singles)        | 12                |
| Германия (GfK)                  | 25                |
| Ирландия (IRMA)                 | 5                 |
| Великобритания (OCC UK Singles) | 5                 |

| Годовой чарт (1983) | Позиция |
| ------------------- | ------- |
| Top Singles (RPM)   | 83      |

| Чарт (1985)                     | Наивысшая позиция |
| ------------------------------- | ----------------- |
| Великобритания (OCC UK Singles) | 73                |

## Использование
Курт Смит включил изменённую версию песни в свой сольный альбом Aeroplane (2000).
Также песня использовалась в играх Grand Theft Auto: Vice City и Sleeping Dogs.